# Шмисберг
Шмисберг (нем. Schmißberg) — община в Германии, районный центр, расположен в земле Рейнланд-Пфальц. 
Входит в состав района Биркенфельд. Подчиняется управлению Биркенфельд.  Население составляет 228 человек (на 31 декабря 2010 года). Занимает площадь 1,68 км².